# Cèilidh

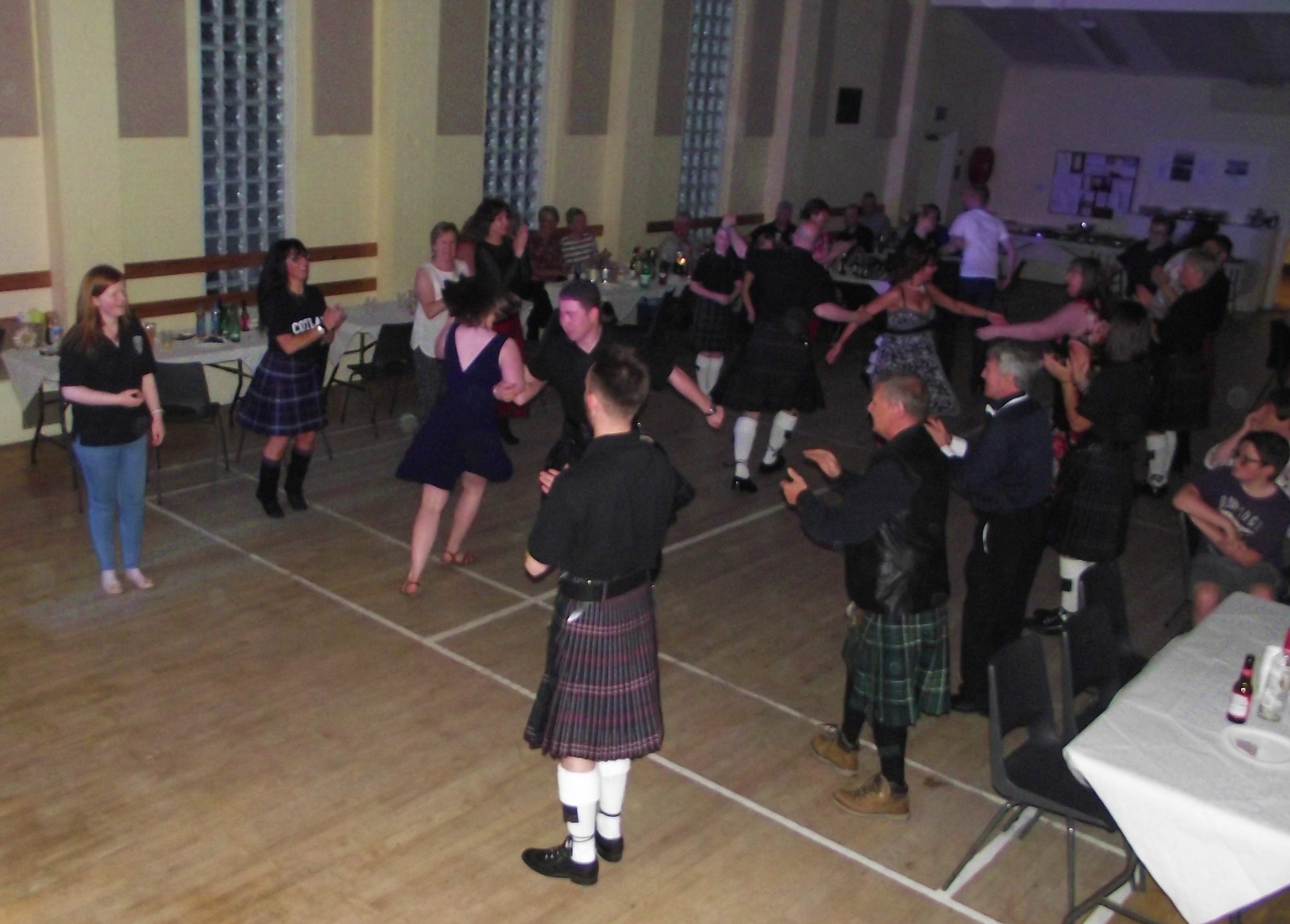
Esibizione della Northern Constabulary Pipe Band Fundraising Cèilidh di North Kessock, in Scozia

Il cèilidh è un tradizionale incontro sociale scozzese o irlandese. Nella sua forma più elementare assume semplicemente il significato di "visita sociale". Nell'uso contemporaneo di solito implica ballare e suonare musica folk gaelica, a una festa in casa o a un concerto in una sala pubblica o in un altro luogo di ritrovo della comunità.
Cèilidhean (plurale di cèilidh) e céilithe (plurale di céilí) hanno avuto origine nelle aree gaeliche della Scozia e dell'Irlanda e sono di conseguenza comuni nelle diaspore scozzesi e irlandesi. Sono simili alle tradizioni Troyl in Cornovaglia e agli eventi Twmpath e Noson Lawen in Galles, così come alle danze country inglesi in tutta l'Inghilterra che in alcune aree hanno subito una fusione con la céilithe.